# Одольський Костянтин Володимирович
Костянти́н Володи́мирович Одо́льський (нар. 5 січня 1989, Одеська область, УРСР) — український футболіст, воротар.

## Життєпис
Костянтин народився 5 січня 1989 року. З 2002 року по 2006 рік грав за київський РВУФК у дитячо-юнацькій футбольній лізі України.

### Клубна кар'єра
Влітку 2006 року потрапив у дубль донецького «Металурга», який виступав у молодіжній першості України. За чотири з половиною роки, проведені в дублі «Металурга», Одольський зіграв 58 матчів.
На початку 2011 року перейшов на правах оренди в єреванський «Бананц», у команді грав протягом півроку. У чемпіонаті Вірменії провів лише 2 матчі, Одольський поступився місцем в основі Степану Казаряну. Улітку 2011 року повернувся в розташування «Металурга».
Улітку 2013 року став гравцем чернівецької «Буковини», яка виступала в Першій лізі України. У команді отримав 1 номер і став дублером Богдана Когута. У лютому 2016 року перейшов до складу «Кристала», але вже наприкінці червня того ж року залишив херсонську команду.
У квітні 2017 року приєднався до складу «Агробізнеса» з міста Волочиськ, з яким в результаті став чемпіоном України серед аматорських команд. Дебютував за «Агробізнес» на професіональному рівні 9 липня того ж року в матчі кубка України проти ФК «Тернопіль». А по завершенню сезону разом із командою став чемпіоном Другої ліги. Влітку 2019 року Костянтин залишив «Агробізнес», всього за команду з Волочиська він провів 33 матчі у всіх турнірах.
У сезоні 2021 року у складі ФК «Іскра» (Теофіполь) став володарем кубку Хмельницької області, а у 2022 чемпіоном області.

## Кар'єра в збірній
За юнацьку збірну України до 17 років Костянтин зіграв 1 матч: 18 лютого 2006 року проти Молдови (2:2), Одольський у цій зустрічі відіграв 80 хвилин.
У січні 2007 року був викликаний Олександром Лисенком в юнацьку збірну до 19 років на Меморіал Валентина Гранаткіна, який проходив у Санкт-Петербурзі. Україна тоді зайняла 5 місце, Одольський на турнірі зіграв у 3 іграх. Всього за збірну до 19 років він зіграв 10 матчів, в період з 2007 року по 2008 рік. Був заявлений на матчі відбору до юнацького Євро-2008 за юнацьку збірну.

## Досягнення
Професіональний рівень
- Переможець Другої ліги України (1): 2017/18

Аматорський рівень
- Чемпіон України (1): 2016/17